# Joseph Olivier
Joseph Adolphe Théophile Olivier (* 2. Dezember 1874 in Paris; † 21. Mai 1901 in Neuilly-sur-Seine) war ein französischer Rugbyspieler.
Mit dem Team der Union des sociétés françaises de sports athlétiques nahm er bei den Olympischen Sommerspielen 1900 am Rugbyturnier teil. Das Team konnte sich mit einem 27:17 gegen den Fußballclub Frankfurt, der das Deutsche Reich repräsentierte, und mit 27:8 gegen die Moseley Wanderers, die für Großbritannien antraten, klar durchsetzen und die Goldmedaille gewinnen.
Er spielte außerdem bei Stade Français aus Paris und holte mit der Mannschaft 1894, 1895 und 1897 die Französische Rugby-Union-Meisterschaft.
Olivier war Landschaftsarchitekt. Er starb nur acht Monate nach seinem Olympiasieg.